# Brazalete

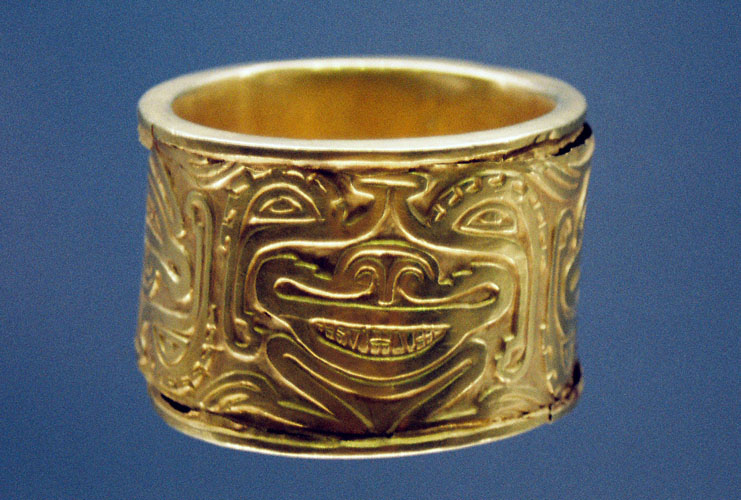
Brazalete de oro con el dios jaguar grabado, procedente de la región de Cauca, en el Museo de Bogotá (Colombia).

Se llama brazalete a un aro de metal o de otro material que se coloca alrededor del brazo como adorno o para otros fines. 
Para los romanos fue un premio militar que tomaron de los persas y los medos: consistía en un adorno de oro, plata o metal en forma de aro que recibían de su general los soldados de las legiones como recompensa de un hecho distinguido en acción de guerra y la llevaban en el brazo derecho. Solía hacerse de los metales tomados al enemigo y en cada uno se grababa generalmente el nombre del agraciado, la acción que le había hecho acreedor a aquella distinción y el del general que había mandado el jefe. Algunos legionarios llevaban dos o más brazaletes, pero sin las inscripciones, para manifestar el resultado que habían tomado al enemigo.

## Galería de imágenes

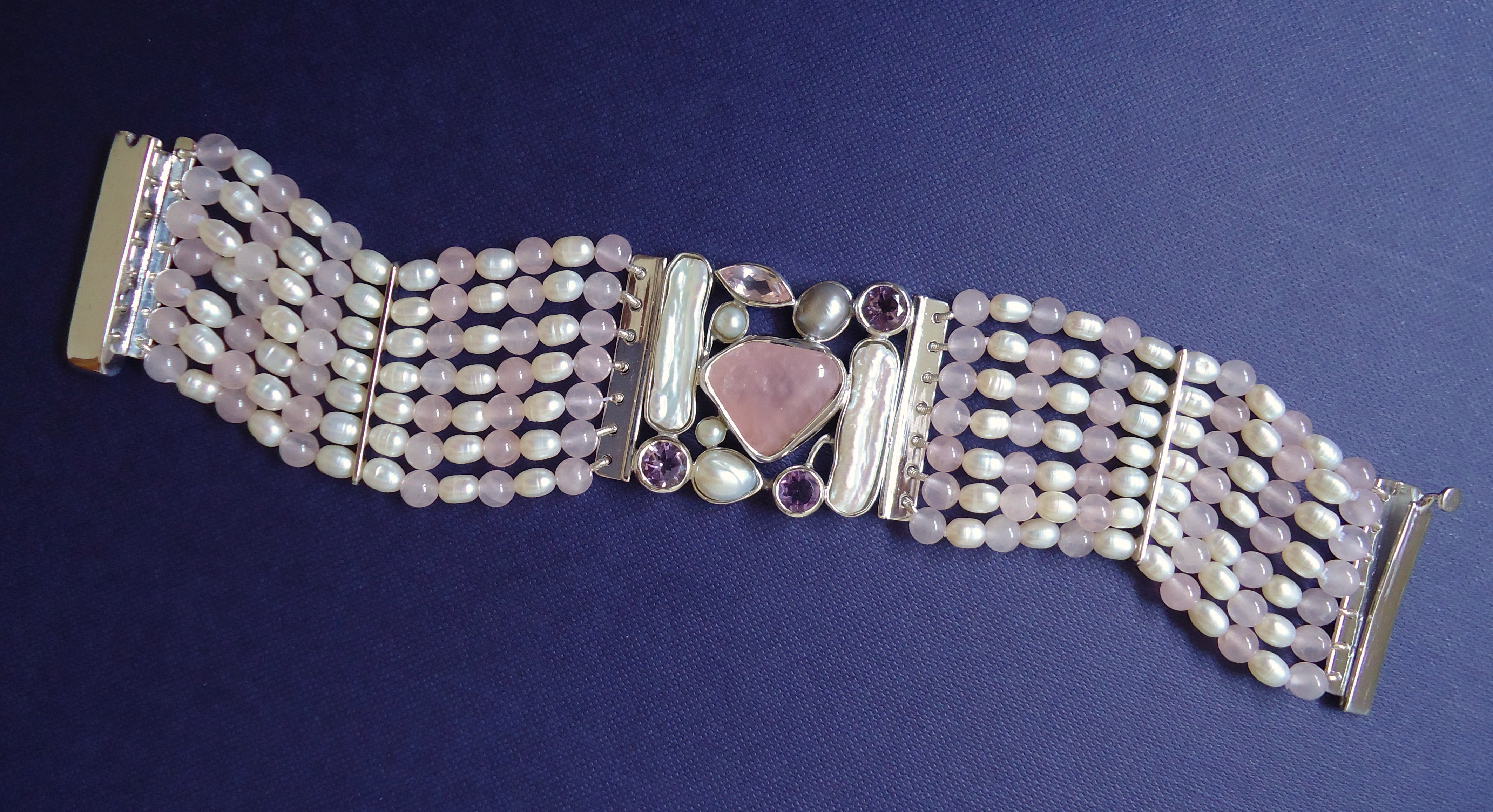
Brazalete de gemas y plata.
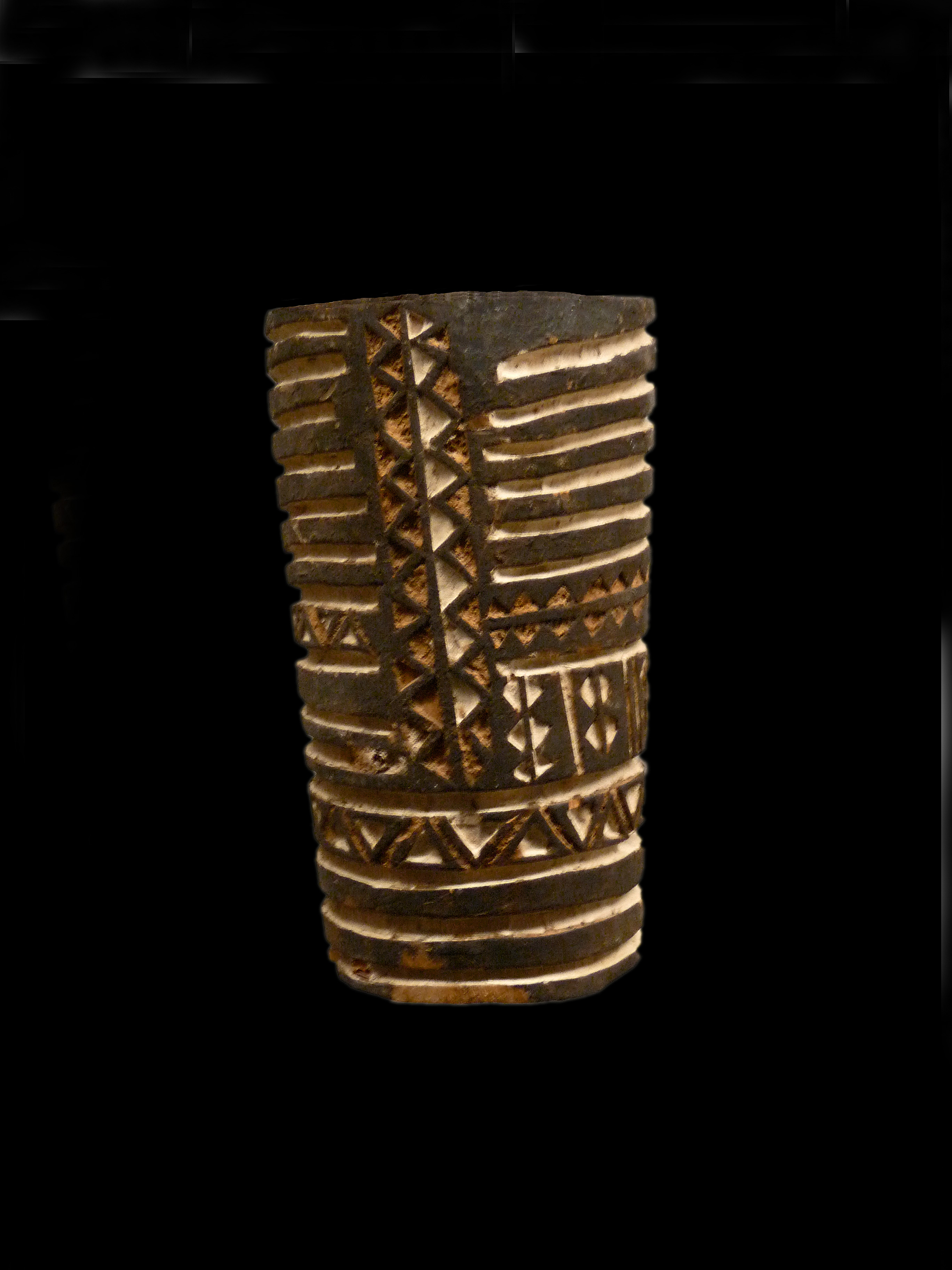
Brazalete antiguo de madera tallada, África Central.
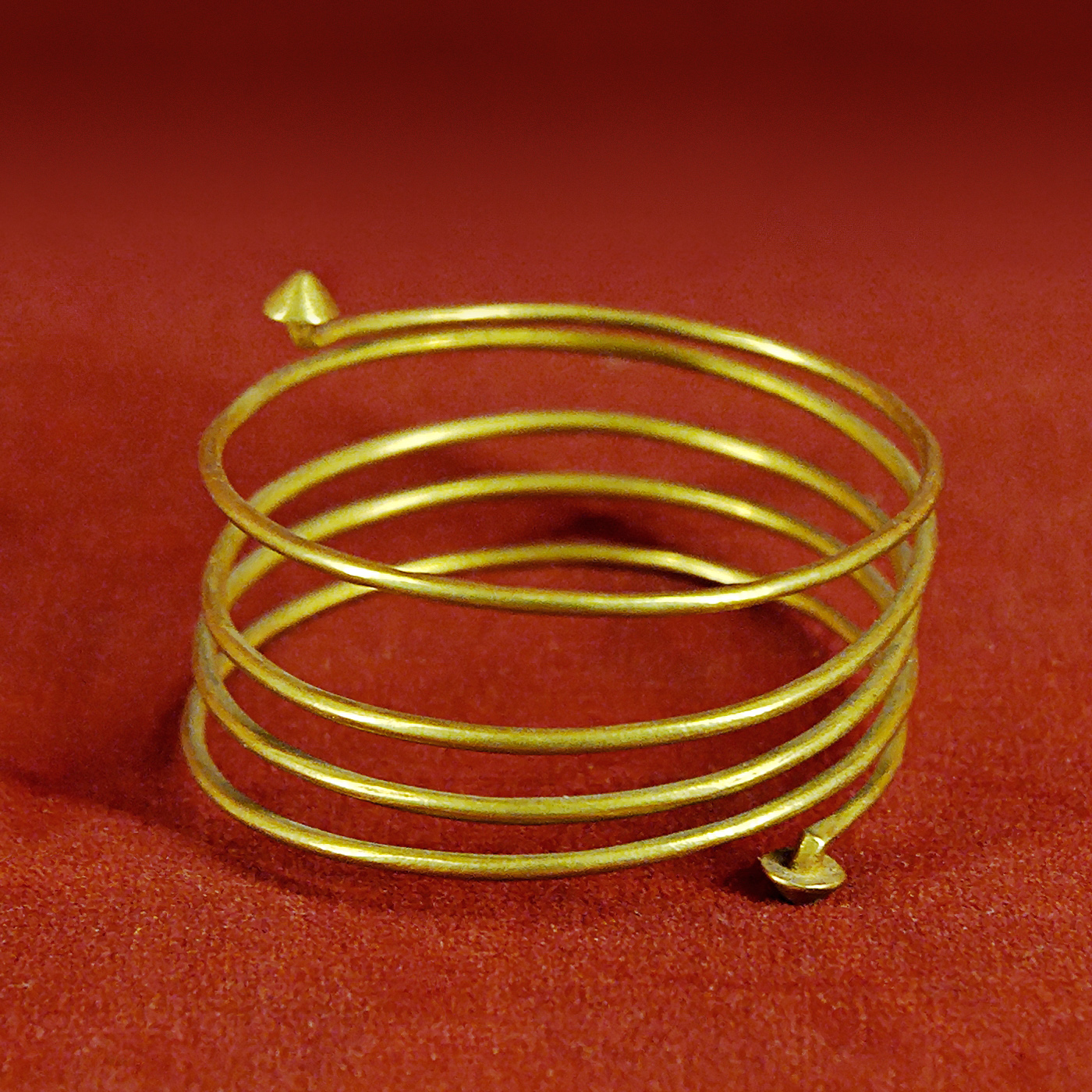
Brazalete de oro en espiral del siglo VII-V a.C. hallado en Tarascón, Francia.
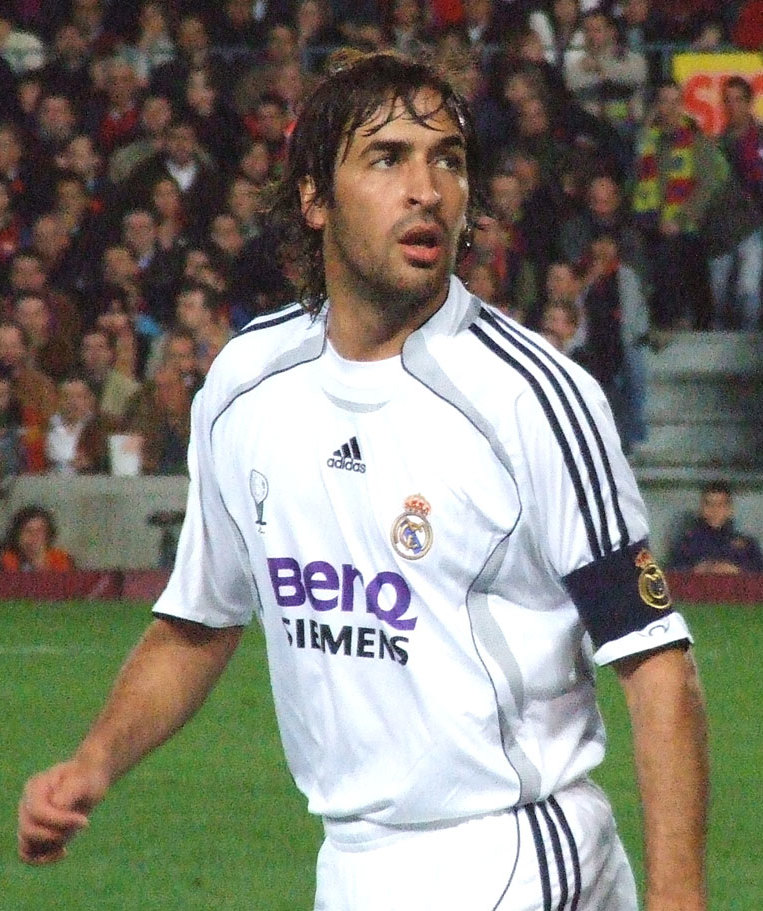
Brazalete deportivo (utilizado por el capitán de un equipo de fútbol).
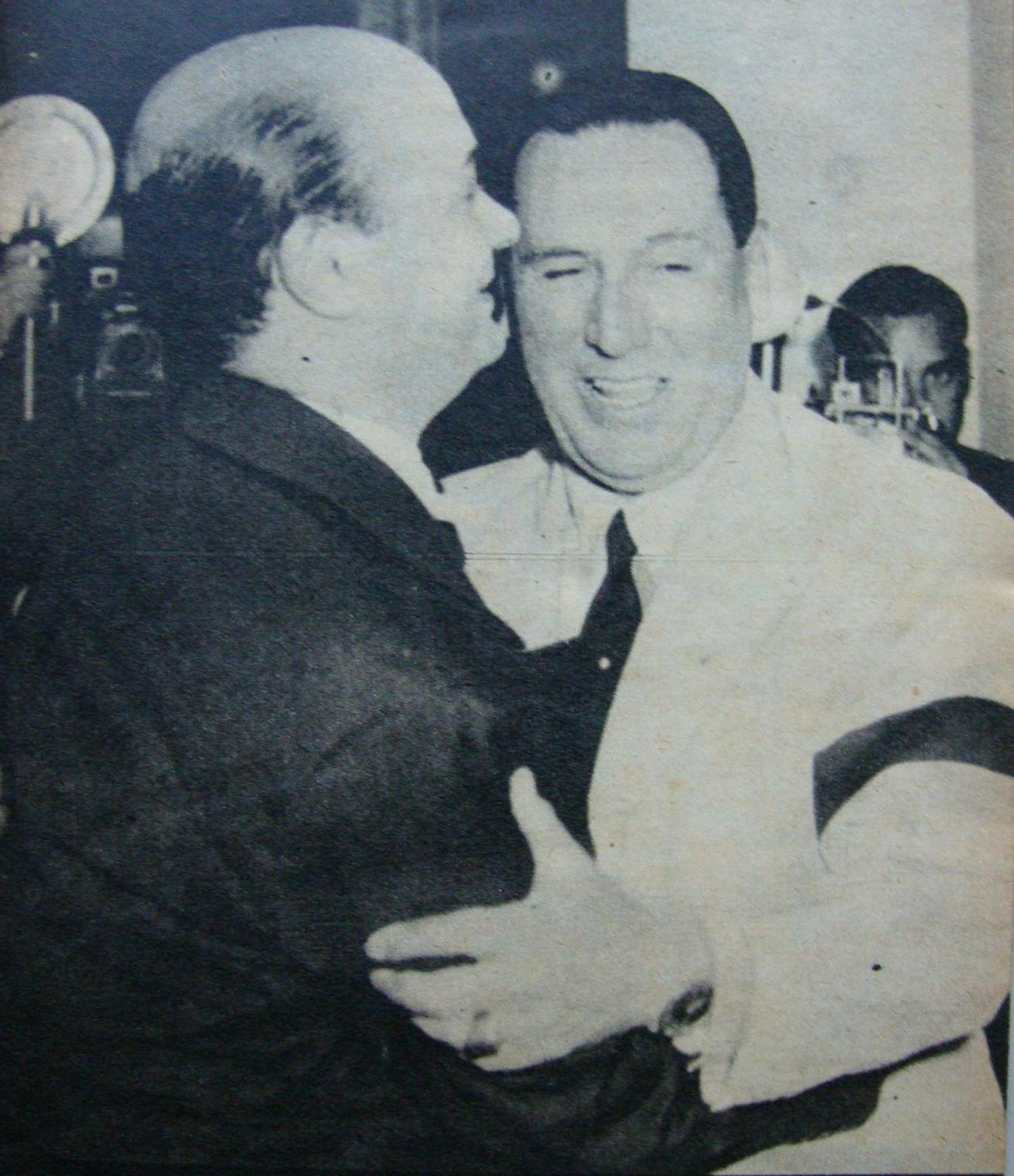
Brazalete de tela negra en señal de luto.
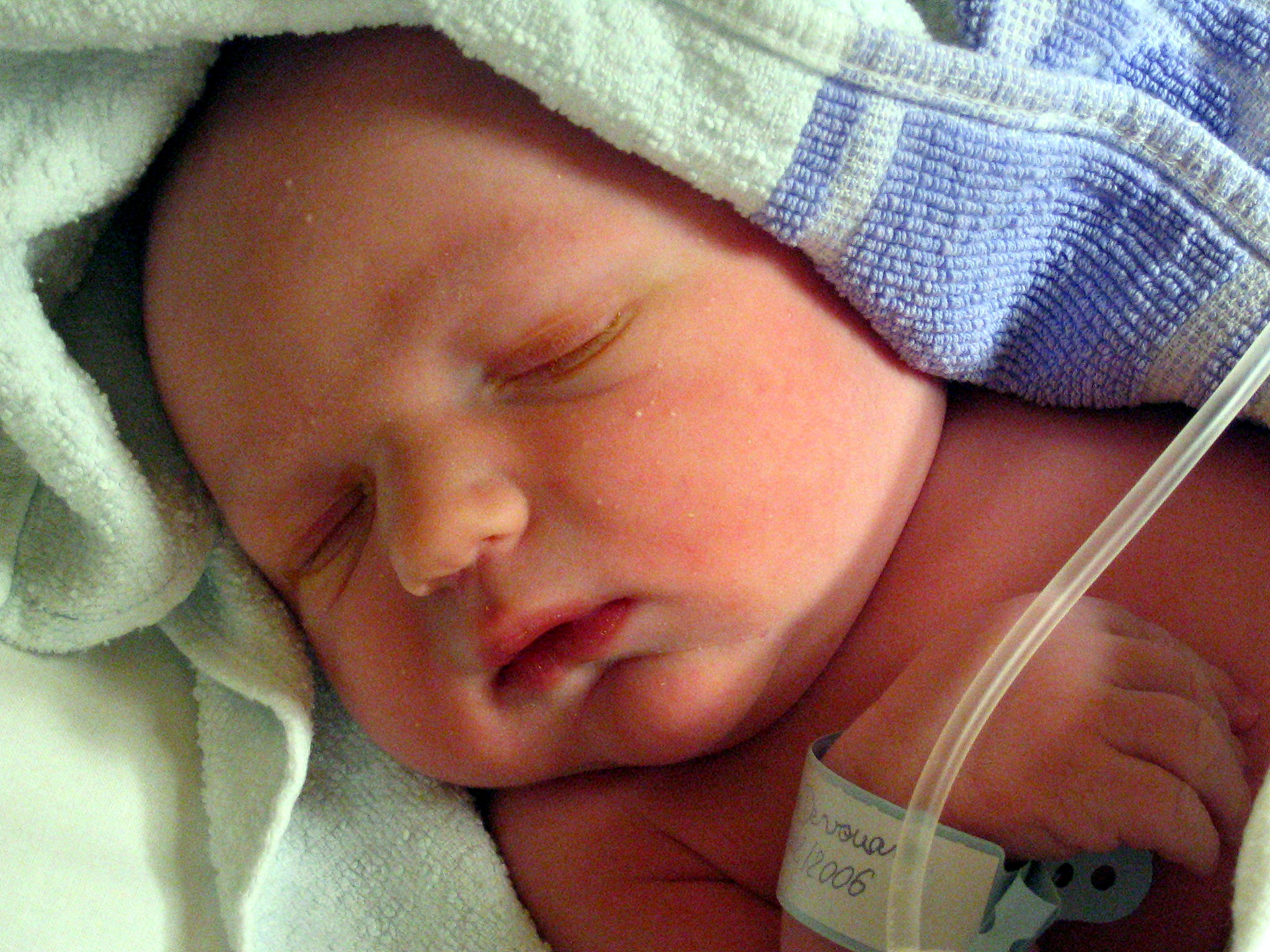
Brazalete moderno de identificación de un recién nacido.